# 朝地站
朝地站（日语：／ Asaji eki */?）是一個位於大分縣豐後大野市朝地町坪泉、屬於九州旅客鐵道（JR九州）豐肥本線的鐵路車站。

## 車站結構
側式月台1面1線的地面車站。曾經設有對向式月台2面2線，站舍的對側仍殘留月台的痕跡。

## 相鄰車站
九州旅客鐵道
豐肥本線
■特急「九州橫斷特急」
通過
■普通
豐後竹田－朝地－緒方
1. 1 2 3 4 5 6  . 週刊朝日百科. 38号 大分駅・由布院駅・田主丸駅ほか. 朝日新聞出版. 2013-05-12: 25.
2. ↑  . 大分合同新聞（朝刊） (大分合同新聞社). 1983-12-26.